# Чжан Цзячжэ
Чжан Цзячжэ (кит. трад. 張嘉哲, упр. 张嘉哲) — тайваньский легкоатлет, бегун на длинные дистанции, специализируется в марафоне.
Впервые выступил на международных соревнованиях в 2003 году. На Универсиаде 2003 года занял предпоследнее 16-е место в беге на 10 000 метров. Принял участие на Азиатских играх 2006 года, где занял 10-е место. На следующий год выступил на чемпионате мира в Осаке, где занял 28-е место.
На Олимпийских играх 2012 года занял 77-е место в марафоне с результатом 2:29.58. Занял 32-е место на чемпионате мира 2013 года в Москве.
В 2014 году выступил на чемпионате мира по полумарафону, на котором занял последнее 109-е место — 1:54:51.

## Достижения
- 2006: Сямыньский марафон — 2:17.19 (11-е место)
- 2006: Пекинский марафон — 2:26.22 (41-е место)
- 2007: Сямыньский марафон — 2:22.06 (14-е место)
- 2010: Марафон озера Бива — 2:18.54 (18-е место)
- 2013: Фукуокский марафон — 2:24.20 (33-е место)